# Dimitrovgrad, Ryssland

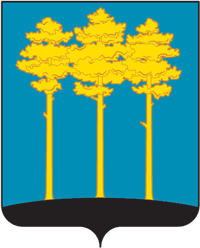
Stadens vapen.

Dimitrovgrad (ryska: Димитровгра́д) är den näst största staden i Uljanovsk oblast, Ryssland. Folkmängden uppgick till 117 383 invånare i början av 2015. En del av bandy-VM 2016 är utlokaliserat till staden.

## Vänorter
- Dimitrovgrad, Bulgarien
- Drohobytsj, Ukraina
- Lida, Vitryssland
- Aleksin, Ryssland
- Obninsk, Ryssland
- Qayraqqum, Tadzjikistan
- Kuznetsk, Ryssland